# Flughafen León

i8
i11
i13
Der Flughafen León (spanisch Aeropuerto de León; IATA-Code: LEN, ICAO-Code: LELN) ist ein Regionalflughafen bei León im Nordwesten Spaniens. Der Flughafen wird als Base Aérea de León (bis 2025 Aeródromo Militar de León) auch von den spanischen Luft- und Weltraumstreitkräften als Militärflugplatz genutzt.

## Lage und Verkehrsanbindung
Der Flughafen liegt sechs Kilometer entfernt von León auf dem Gebiet des Ortes Virgen del Camino und verfügt ausschließlich über eine Straßenanbindung:
- Bus: Busverbindungen der Verkehrsbetriebe León
- PKW: Der Airport liegt  an der Autobahn LE 20 / AP 66 / N 120.

## Geschichte
Im März 1920 wird durch Ministerbeschluss der Bau des Flugplatzes Leon verkündet. Ursprünglich war die Base aérea de León oder auch Base aérea de La Virgen Del Camino für eine rein militärische Nutzung ausgelegt, als Zwischenstation für die Route Asturien-Madrid. Bereits 1929 wurde der militärische Flughafen provisorisch bevollmächtigt, kommerzielle Luftnavigationsdienstleistungen zur Verfügung zu stellen. 
Während des Spanischen Bürgerkrieges war der Flugplatz Hauptquartier mehrerer Luftwaffeneinheiten der Armee und der sie unterstützenden deutschen Legion Condor. Teile der deutschen Jagdstaffel flogen bereits im Oktober 1936, noch vor der Aufstellung der eigentlichen Legion Condor, Einsätze von La Virgen del Camino. Im November 1936 wurde hier die 1. Staffel der Jagdgruppe 88 (1.J/88) aufgestellt und ab September 1937 diente der Platz als Logistik- und Wartungsstützpunkt der Deutschen, nachdem die Betriebskompanien Luftfahrzeuggruppe und Luftpark (P/88) nach Virgen del Camino verlegt worden waren. Auch die offizielle Verabschiedung der Legion Condor durch die Führung des Ejercito del Aire fand am 22. Mai 1939 auf diesem Flugfeld statt.
Nach dem Krieg wurde er in die Klasse A klassifiziert. In den 1940er Jahren wurde eine Flugschule eingerichtet, welche nach wenigen Jahren zur Ausbildungsstätte der  Luftwaffenspezialeinheiten umfunktioniert wurde.
1964 wurde Leon Airport dem kommerziellen Luftverkehr geöffnet. Es wurde die Möglichkeit geschaffen, von zwei Seiten zu landen. Die aeronautischen Beschränkungen wurden 1967 veröffentlicht und blieben unmodifiziert bis 1988. 1990 entschieden sich die regionalen Verwaltungen dafür, ein Flughafeninfrastruktur-Projekt zu sponsern, das den Luftverkehr in der Provinz fördern würde. Die Erlaubnis der zivilen Nutzung wurde 1991 vom spanischen Verteidigungsministerium erteilt. 
Der aus Leon stammende spanische Ministerpräsident José Luis Rodríguez Zapatero verkündete 2007 die dritte Erweiterung des Flugplatzes mit dem Baubeginn 2008. Diese beinhaltet ein zwischenzeitlich fertiggestelltes neues Terminal, 300 PKW-Parkplätze sowie eine Erweiterung der Flugzeughangars mit einem Investitionsvolumen von 22,3 Millionen Euro.

## Flughafenanlagen

### Start- und Landebahnen
Der Flughafen León verfügt über zwei Start- und Landebahnen. Die längere Start- und Landebahn 05/23 ist 3.000 Meter land, 45 Meter breit und hat einen Belag aus Asphalt. Die unbefestigte Start- und Landebahn 06/24 ist 1.034 Meter lang und 100 Meter breit.

### Passagierterminal
Das Passagierterminal des Flughafens hat eine Kapazität von 600.000 Passagieren pro Jahr. Es ist mit drei Flugsteigen ausgestattet.

## Fluggesellschaften und Ziele
León wird derzeit hauptsächlich durch Air Nostrum im Auftrag der Iberia mit Linienflügen nach Barcelona und Palma de Mallorca bedient.

## Verkehrszahlen
| Jahr | Fluggastaufkommen | Luftfracht (Tonnen) | Flugbewegungen |
| ---- | ----------------- | ------------------- | -------------- |
| 2024 | 62.115            | 0,000               | 3.268          |
| 2023 | 63.521            | 0,000               | 3.248          |
| 2022 | 45.037            | 0,000               | 3.213          |
| 2021 | 28.518            | 0,221               | 2.885          |
| 2020 | 18.600            | 0,000               | 1.890          |
| 2019 | 65.982            | 0,000               | 2.758          |
| 2018 | 55.756            | 0,000               | 2.604          |
| 2017 | 44.254            | 0,176               | 2.236          |
| 2016 | 36.503            | 0,000               | 1.816          |
| 2015 | 38.707            | 0,000               | 1.885          |
| 2014 | 23.133            | 0,000               | 1.397          |
| 2013 | 30.890            | 0,462               | 1.962          |
| 2012 | 51.061            | 0,814               | 2.631          |
| 2011 | 85.725            | 6,697               | 4.461          |
| 2010 | 93.373            | 3,927               | 4.773          |
| 2009 | 95.189            | 3,711               | 4.773          |
| 2008 | 123.183           | 15,979              | 5.705          |
| 2007 | 161.705           | 0,341               | 7.333          |
| 2006 | 126.650           | 0,554               | 6.305          |
| 2005 | 80.894            | 0,352               | 5.279          |
| 2004 | 65.187            | 0,033               | 5.241          |
| 2003 | 31.607            | 0,009               | 3.148          |
| 2002 | 23.972            | 0,000               | 2.951          |
| 2001 | 24.816            | 0,110               | 2.793          |
| 2000 | 21.218            | 0,113               | 2.605          |